# Märchen aus dem Orient
Märchen aus dem Orient, op. 444, är en vals av Johann Strauss den yngre. Den spelades första gången den 27 november 1892 i Gyllene salen i Musikverein i Wien.

## Historia
Både Johann Strauss och brodern Eduard Strauss ansträngde sig för att erhålla utländska ordnar, oftast som en motåtgärd för dedikerade musikverk. Det framgår inte minst i "Lehmanns Allgemeine Wohnungs-Anzeiger" (Bostadsregister) för 1891. Bredvid brödernas adresser är deras alla ordnar uppradade: var och en på fler än tio rader.
En orden som saknas i Johanns lista är den turkiska Meschidie-orden. Orden tilldelas Strauss av sultan Abd ül-Hamid II 1892 som tack för att kompositören hade tillägnat sultanen valsen Märchen aus dem Orient som en gåva på sultanens 50-årsdag. Strauss mottog dock inte orden förrän 1895. Sultanen besökte Wien 1889 men det finns inga bevis för att han mötte Strauss då. Det kan därför antas att, när nyheten om sultanens förestående 50-årsdag närmade sig, Strauss såg möjligheten till att få lägga till en ny orden till sin redan imponerande samling genom att tillägna den turkiska regenten ett verk. Sultanen befann sig inte i publiken när verket framfördes första gången av Johann själv vid en av brodern Eduards välgörenhetskonserter i Musikverein den 27 november 1892.
Enligt Ignaz Schnitzer, librettisten till Strauss operett Zigenarbaronen, inspirerades Strauss till att skriva valsen av en oanvänd sångtext i den ofullbordade operan Der Schelm von Bergen som han och Schnitzer samarbetade på en tid innan projektet lades ned 1886. Inledningen uppvisar vissa likheter med den berömda balettmusiken ur Amilcare Ponchiellis opera La Gioconda (1876)

## Om valsen
Speltiden är ca 6 minuter och 47 sekunder plus minus några sekunder beroende på dirigentens musikaliska tolkning.

## Weblänkar
- Märchen aus dem Orient i Naxos-utgåvan.